# Kamienica Sasinowska w Krakowie
Kamienica Sasinowska (znana także jako Kamienica Czeczotków, Kamienica Rychterowska) – zabytkowa kamienica znajdująca się w Krakowie, w dzielnicy I Stare Miasto przy ulicy św. Jana 18, na Starym Mieście.

## Historia
Kamienica została wzniesiona w II połowie XIV wieku jako parterowa, jednotraktowa, o wnętrzach nakrytych stropami. W XV wieku została rozbudowana o trakt tylny i nadbudowana o pierwsze piętro, przyjmując rozmiary typowej kamienicy krakowskiej. W tym samym czasie przesklepiono przechód i sień. W latach 1542–1582 należała do rodziny Czeczotków. W 1601 została nabyta przez Kaspra Sasina. W latach 1610–1626 była zarządzana przez Sebastiana Petrycego, na którego zlecenie została nadbudowana o drugie piętro i przebudowana, m.in.: przesklepiono sień i izbę tylną pierwszego piętra oraz wzniesiono dach pogrążony z latarnią. W latach 30. XVII wieku należała do rodziny Kucharskich. W połowie XVII wieku wykupiono, należącą dotąd do posesji przy ulicy Sławkowskiej 15, piętrową oficynę tylną i przebudowano ją. W latach 40. i 50. XVII wieku kamienica była własnością rodziny Przyłęckich, w 1662 rodziny Mączyńskich, w latach 1662–1686 chorążego zatorskiego Jakuba Dębskiego, a w latach 1689–1695 Opatkowskiej. W I połowie XVIII wieku należała do Otwinowskich: najpierw stolnika wyszogrodzkiego Jana Jakuba, a później podczaszego nowogrodzkiego Antoniego. W 1744 budynek został częściowo opuszczony. W połowie XVIII wieku kamienica była własnością kasztelana oświęcimskiego Gabriela Sierakowskiego, męża Rozalii z Otwinowskich. W 1753 została wyremontowana i otrzymała nowy portal wejściowy. W latach 70. XVIII wieku należała do starosty nowotarskiego Franciszka Rychtera. W 1789 została odziedziczona przez Macieja Jaksę Otwinowskiego. W styczniu 1793 kamienica została zakupiona przez Szujskich, którzy już w lipcu tego samego roku odsprzedali ją Magdalenie Pruszyńskiej. W latach 1805–1808 właścicielem budynku był Roch Dąbski, w latach 1808–1814 Teresa Mirecka, a później jej dzieci. W połowie XIX wieku kamienica została przebudowana, m.in.: zastąpiono dach pogrążony kalenicowym i zlikwidowano zejścia do piwnic z ulicy. W 1860 należała do Jana Zalewskiego, a następnie przeszła na własność Lubomirskich. W 1873 została przebudowana na zlecenie księcia Eugeniusza Lubomirskiego według projektu Maksymiliana Nitscha, m.in.: nadbudowano trzecie piętro w trakcie frontowym oraz przebudowano klatkę schodową. W 1874 wzniesiono nową dwupiętrową oficynę projektu Maksymiliana Nitscha. W 1877 kamienicę przejęła księżna Róża Lubomirska. W tym samym roku zbudowano drewniany ganek łączący budynek frontowy z oficyną, zaprojektowany przez Jacka Matusińskiego. W 1897 zamieniono okno w osi północnej parteru fasady na drzwi. Na przełomie XIX i XX wieku budynek należał do Zofii Jakubowskiej. W 1923 przeprowadzono renowację fasady. W latach 20. i 30. XX wieku kamienica była własnością banku kredytowego "Dom Handlowy Hugo Ripper i ska". W 1930 przeszła przebudowę według projektu Juliusza Eintrachta i Rudolfa Handa, podczas której przebito świetliki piwnic, zmieniono pierwszy bieg schodów w sieni, przeprowadzono renowację portalu, wstawiono nowe metalowe drzwi bramy w fasadzie oraz wzniesiono nową, trzypiętrową oficynę tylną. W 1954 dokonano drobnych adaptacji w pomieszczeniach pierwszego piętra. W 1970 przeprowadzono remont i badania konserwatorskie wnętrz pierwszego piętra. Kolejne badania prowadzono w 1980. Około 1990 wykonano prace adaptacyjne w piwnicach. W 1993 przeprowadzono adaptację strychu i remont dachu. W pierwszej dekadzie XXI wieku nadbudowano oficynę tylną o czwarte piętro.
19 lutego 1968 kamienica została wpisana do rejestru zabytków. Znajduje się także w gminnej ewidencji zabytków.

## Architektura

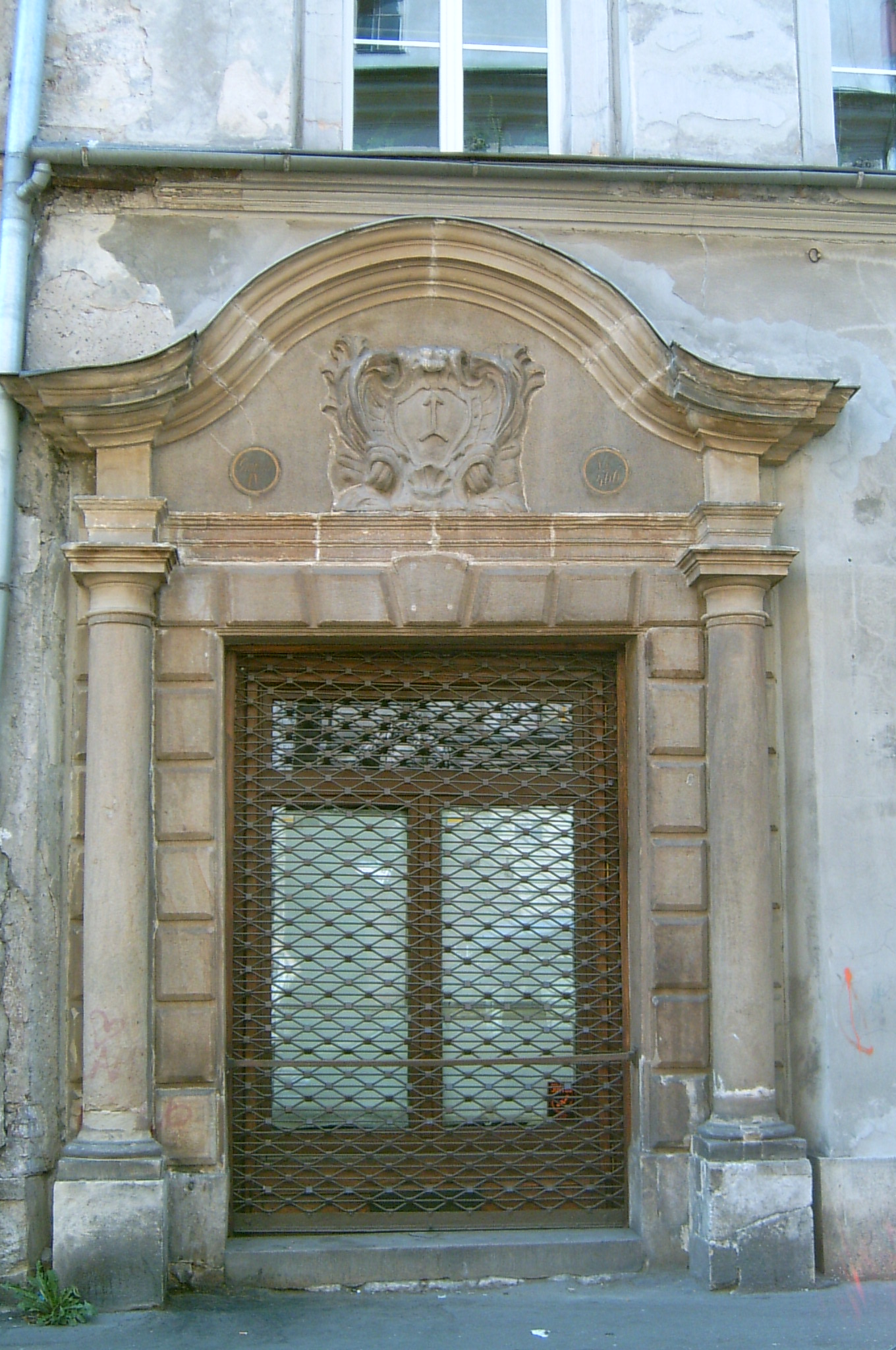
Portal kamienicy

Kamienica jest trzypiętrowa w części frontowej, zaś dwupiętrowa w tylnej. Piwnice i pater są dwu- i trzytraktowe, pierwsze piętro trzytraktowe, a drugie piętro czterotraktowe. Budynek nakryty jest dwuspadowym dachem kalenicowym, o pokryciu z blachy, z niską latarnią od zachodu.
Fasada kamienicy ma eklektyczny wystrój. Jest ona trzypiętrowa, o zmniejszającej się ku górze wysokości kondygnacji, trójosiowa, niesymetryczna, tynkowana, do wysokości drugiego piętra bezporządkowa, wsparta ukośnymi szkarpami. Parter i pierwsze piętro oraz drugie i trzecie piętro oddzielone są od siebie gzymsami kordonowymi. W osi południowej parteru znajduje się późnobarokowy, częściowo zrekonstruowany w 1930, prostokątny portal, z boniowanymi węgarami i nadprożem, ujęty parą toskańskich półkolumn, dźwigających faliście wygięty fronton z profilowanym gzymsem wyłamanym nad pilastrami. W tympanonie frontonu umieszczono kamienny kartusz z herbem Ogończyk, złożony z par liści palmowych i motywów rocaille'a, u dołu zdobiony muszlą. W pozostałych osiach parteru znajdują się dwa kamienne, prostokątne, profilowane obramienia. Wewnątrz obramienia w osi północnej umieszczona jest dwuskrzydłowa brama, przeszklona, z nadświetlem, ozdobiona klasycyzującymi motywami roślinnymi i krzyży z liliami andegaweńskimi w stylistyce art deco. Okna fasady są prostokątne, w profilowanych obramieniach z tynku. Okna pierwszego piętra ozdobione są dodatkowo uszakami, a okna drugiego piętra gzymsami parapetowymi. Okna trzeciego piętra ujęte są toskańskimi pilastrami dźwigającymi belkowanie z fryzem kostkowym oraz wydatnym gzymsem koronującym. Elewacja tylna jest dwupiętrowa, trójosiowa, niesymetryczna, tynkowana, do wysokości drugiego piętra wsparta wydatną szkarpą. W osi południowej parteru znajduje się półkoliście zwieńczony otwór dawnej bramy przechodu. Okna elewacji tylnej są prostokątne, na pierwszym piętrze z gzymsami parapetowymi, na drugim piętrze na gzymsie kordonowym. Na piętrach w osi północnej znajdują się balkony. Pod okapem dachu umieszczone są prostokątne okienka strychowe.
Piwnice budynku składają się z XIV-wiecznego traktu frontowego i XV-wiecznego traktu tylnego, pomiędzy którymi znajduje się komora rozejścia i schody z parteru. Komory piwniczne sklepione są kolebkowo z lunetami. W piwnicach zachowały się cztery XV-wieczne, fazowane, półkoliście zwieńczone portale. Wejście do piwnic z sieni nakryte jest sklepieniem kolebkowym z XV wieku. Przy schodach zachowały się trzy portale: XV-wieczny, ostrołukowy przy wejściu z obecnej sieni, XV-wieczny, ostrołukowy na poziomie spocznika schodów oraz XVI-wieczny, prostokątny w zejściu z dawnej sieni. Na parterze pierwotny układ pomieszczeń został częściowo zmieniony. W osi południowej traktu frontowego znajduje się dawna sień, mieszcząca obecnie lokal gastronomiczny, nakryta sklepieniem kolebkowym z lunetami zdobionymi motywami kokardek oraz od zachodu wtórnie wydzielone pomieszczenie z XIX-wiecznym sklepieniem kolebkowym. W osi północnej traktu frontowego, w miejscu dawnego sklepu, zlokalizowana jest obecna sień sklepieniem kolebkowym. W osi południowej traktu tylnego mieści się dawny przechód o sklepieniu kolebkowym z lunetą nad wejściem do klatki schodowej, a obok niego izba tylna, wtórnie podzielona, nakryta drewnianym stropem belkowym, zakrytym obecnie sufitem. W osi północnej traktu tylnego znajduje się korytarz nakryty stropem z sufitem. W obecnej sieni i korytarzu zachowały się lastrykowe posadzki z barwną kompozycją ornamentalną z motywami gwiazdy oraz lamperie z prostokątnymi płycinami z lat 30. XX wieku. Klatka schodowa, łącząca się z sienią, znajduje się w południowej części traktu środkowego. Schody są trójbiegowe, z drewnianymi stopnicami i podłogami podestów, od poziomu pierwszego piętra z duszą, wsparte na odcinkowych łukach i sklepieniach. Balustrada schodów do spocznika pierwszego piętra jest metalowa, kuta i ozdobiona motywami regencyjnymi, a wyżej drewniana, z toczonych tralek. Na pierwszym piętrze, w osi południowej traktu tylnego znajdują się dwa pomieszczenia nakryte sklepieniami krzyżowymi, oddzielone ścianą z półkoliście zwieńczonym przejściem. Pomieszczenie wschodnie jest dawną kuchnią lub alkową, a pomieszczenie zachodnie salą, ozdobioną listwową dekoracją z tynku obiegającą ściany u nasady sklepienia i zdobiącą szwy sklepienia. Pozostałe pomieszczenia pierwszego piętra nakryte są sufitami z gładkimi fasetami, zakrywającymi starsze stropy belkowe. Sufity ozdobione są stiukowymi ramami: w pomieszczeniu południowym traktu frontowego – o fantazyjnym kształcie, z wygiętymi bokami i półkolami w narożach, w pomieszczeniu północnym traktu frontowego – prostokątną, a w pomieszczeniu traktu środkowego – prostokątną z elipsą. Ściany sal, z wyjątkiem pomieszczenia południowego traktu frontowego, zdobione są profilowanymi gzymsami wieńczącymi poniżej faset. W części pomieszczeń pierwszego piętra zachowały się nieeksponowane malowidła ścienne, odkryte podczas badań w 1980. Pomiędzy pomieszczeniami traktu frontowego znajdują się drzwi dwuskrzydłowe z listwą przymykową w kształcie półkolumny, z profilowanymi ramami i szpaletami. Na trzecim piętrze, w przejściu pomiędzy spocznikiem schodów a salami, zachowały się klasycystyczne, dwuskrzydłowe drzwi, ozdobione kanelowaniem, we wtórnym obramieniu z nadświetlem.
Kamienica ma czteropiętrową, dwutraktową oficynę tylną o rzucie prostokąta z dwoma ryzalitami od wschodu i zachodu, z dwukondygnacyjnym podpiwniczeniem, nakrytą dwuspadowym dachem. Elewacja frontowa jest czteropiętrowa, symetryczna, tynkowana, z wysokim cokołem z terrabony, z gzymsami kordonowymi nad parterem i pierwszym piętrem, zwieńczona gzymsem koronującym. W osi środkowej ma półkolisty ryzalit klatki schodowej, nakryty stożkowym dachem. Brama wejściowa jest dwuskrzydłowa, metalowa, przeszklona, z metalową kratą o dekoracyjnych, geometrycznych motywach. Elewacja tylna jest analogiczna, z prostokątnym ryzalitem od południa, nakrytym dachem pulpitowym, bezstylowa, z balkonami w osi północnej drugiego i trzeciego piętra. Wnętrza oficyny mają żelbetowe stropy. W osi środkowej traktu frontowego znajduje się klatka schodowa z dwubiegowymi schodami żelbetowymi z metalową balustradą o motywach modernistycznych, doświetlona na spocznikach oknami z czterema witrażami z widokami zabytków Krakowa flankowanych przez pary w strojach ludowych oraz motywy roślinne i geometryczne. Witraże na trzech pierwszych spocznikach pochodzą z lat 30. XX wieku, natomiast witraż na czwartym spoczniku został wykonany podczas nadbudowy w pierwszej dekadzie XXI wieku.